# 胡鑑瑩
胡鑑瑩（?—?），安徽省六安直隸州英山縣人，清朝政治人物、同進士出身。
光緒二十一年（1895年），参加光緒乙未科殿試，登進士三甲107名。同年五月，著交吏部掣签分发各省，以知县即用。